# Droit de prélassement
Le droit de prélassement est un prétendu droit seigneurial en vertu duquel un seigneur aurait eu le droit de faire éventrer ses serfs pour s’y réchauffer les pieds (« lors des rudes soirées d’hiver, certains seigneurs particulièrement frileux avaient le droit de faire éventrer deux de leurs serfs pour se réchauffer les pieds dans leurs entrailles fumantes »).
Plusieurs variantes de ce droit existent et elles mentionnent toujours, minimalement, le droit d’un seigneur à faire éventrer ses serfs pour y mettre les pieds.
Le droit de prélassement aurait également été connu sous le nom peu usité de droit de chancelière au XIXe siècle.
Ce droit est inspiré des droits seigneuriaux imposés aux serfs par leur seigneur du Xe au XVIIIe siècle. Il fait partie des droits seigneuriaux abusifs recensés au courant du XVIIIe siècle pour dénoncer le système seigneurial à la veille de la Révolution française, et dont les plus connus demeurent le prétendu droit de cuissage et le droit de ravage. Ce pseudo droit sera fréquemment réutilisé politiquement durant la Révolution française et la consolidation de la troisième République française pour diffamer l'Ancien Régime.
Le droit de prélassement, comme la plupart des autres droits seigneuriaux abusifs, est aujourd’hui considéré comme n’ayant aucun fondement historique par de nombreux historiens. Il serait une invention du XVIIIe siècle.

## Histoire du droit de prélassement

### La Révolution française et le droit de prélassement

#### Le Cri de la raison...

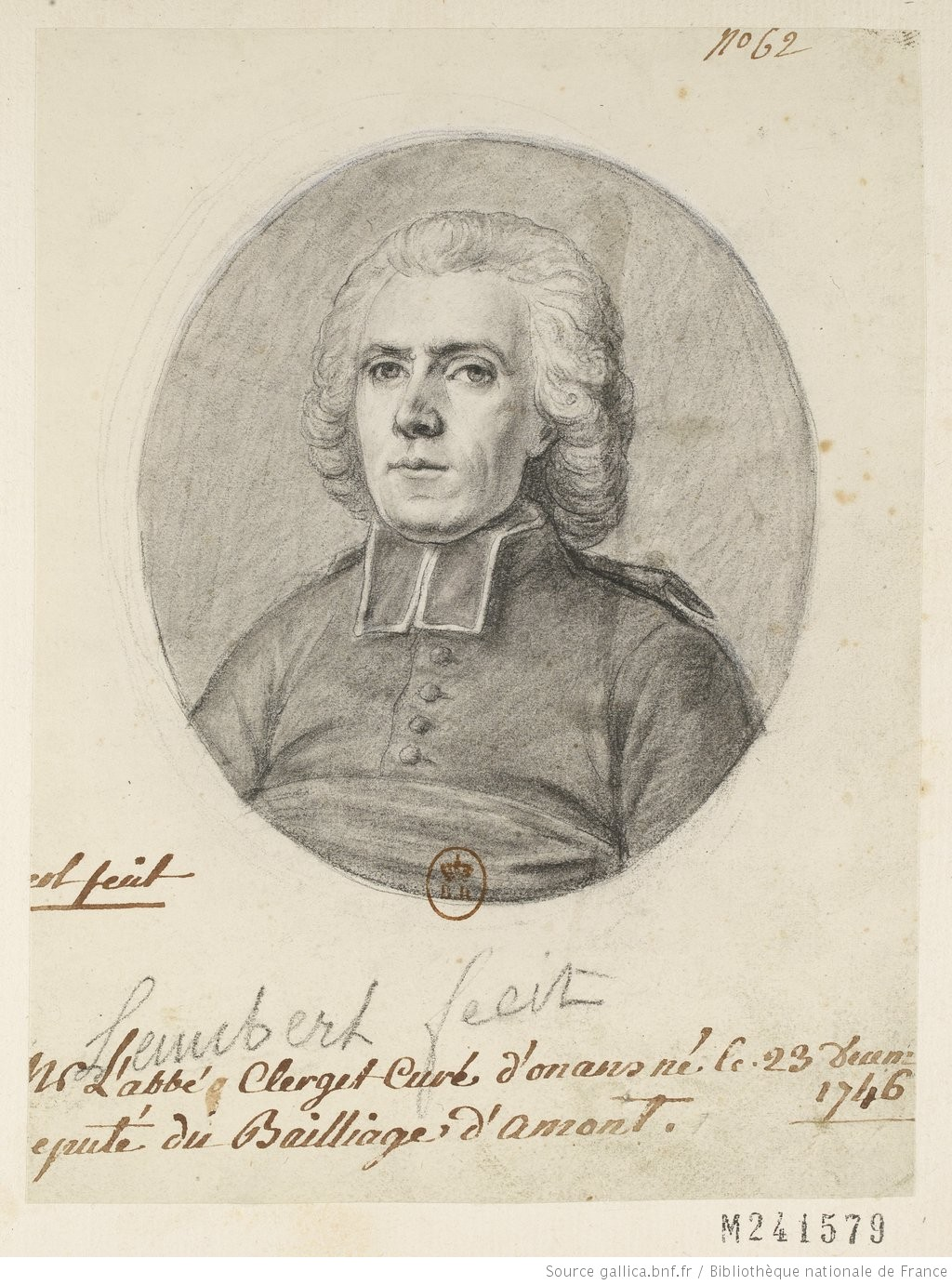
Pierre-François Clerget (1746-1808). Considéré comme l'auteur le plus au fait du droit de prélassement au XVIIIe et auteur de l'essai Le cri de la raison...

C’est à la veille de la Révolution française que le droit de prélassement fait son apparition parmi d’autres droits abusifs du seigneur, où il est souvent nommé pour illustrer l’iniquité des droits seigneuriaux. Ils seront aussi compilés durant cette période dans des listes « hautement fantaisistes ». Toutefois, c’est Pierre-François Clerget (1746-1808) qui popularisa véritablement le droit de prélassement et c’est aussi celui qui semble le mieux informé sur le sujet à son époque. Curé d’Ornans, il est aussi un véritable polémiste, représentant de ce qu’était un pamphlétaire « voltairien ». C’est dans son essai Le cri de la raison, ou examen approfondi des lois et coutumes qui tiennent dans la servitude mainmortable quinze cent mille sujets du roi (1789) que l’auteur détaille le droit de prélassement. Selon Clerget, cette pratique aurait été exercée par au moins deux seigneuries de la Franche-Comté et de la Haute Alsace, à savoir les comtes de Montjoie et les seigneurs de Méchez (on retrouve également dans d’autres versions les seigneurs de Montpré ou les comtes de la Roche). Il est toutefois incapable de nommer la date de l’événement, bien que certains auteurs avancent que cela s’est passé durant l’année de 1704, alors que d’autres avancent plutôt que le fait s’est déroulé après l’abolition des droits seigneuriaux (1789 et plus). L’auteur se montre tout aussi incapable de nommer des sources confirmant ses propos, citant sa qualité de membre du tiers état comme garant des vérités qu’il rapporte et relatant l’histoire anecdotique d’un procès entre les habitants d’une seigneurie et leur seigneur, dans lequel il ne nomme ni le seigneur ni le lieu où cela s’est déroulé :
« M. le comte de….. plaidoit au parlement. Il s’agissoit de divers droits seigneuriaux qui lui étoient contestés par ses sujets. Ceux-ce prétendoient que l’abonnement qui avoit établi, en faveur du seigneur, les diverses prestations exigées par lui, n’avoit plus de valeur, parce que le terme de la durée étoit expiré depuis long-temps. L’acte d’abonnement fut produit et sa date vérifiée. On y lu avec horreur que les habitants de….. s’étoient soumis à des corvées à bras, et avoient promis de payer dans le cours de soixante ans, des redevances en blé et avoine, à condition que le seigneur, de son côté, renonceroit, pendant le cours de cet abonnement, à son droit de les conduire à la chasse, et de les faire éventrer l’hiver pour se réchauffer les pieds dans leurs entrailles fumantes ».
Cet ouvrage, tout comme Mémoire sur les moyens d’améliorer les conditions des laboureurs, des journaliers, des hommes de peine vivant dans les campagnes et celles de leurs femmes de leurs enfants (1789) du juriste Simon Cliquot de Blervache, font partie, selon Jacques Heers, d’une littérature polémique, dont la plupart des œuvres ont été écrites à la veille ou durant la Révolution française, que l’on peut difficilement qualifier de spontanées, et qui répond surtout aux besoins des adversaires des privilèges et des droits féodaux lors de la Révolution française.

#### Utilisation politique du droit de prélassement
L’essai de Clerget, Le Cri de la raison..., a été présenté aux États généraux de 1789 pour y dénoncer les droits seigneuriaux et reçu un double suffrage, à savoir celui de Jean-Nicolas Démeunier, qui lui donna sa caution de censeur, et celui de Joseph-Bonaventure Perreciot qui parraina l’ouvrage.

De même, durant la nuit du 4 août 1789, nuit rendue célèbre puisque l’Assemblée constituante y abolit tous les droits et privilèges féodaux, le droit de prélassement, parmi d’autres arguments, sera utilisé pour justifier la fin du système féodal. C’est l’avocat bisontin et député du Tiers état Jean-Louis La Poule (1737-1795) qui, dans son discours d’ouverture devant l’Assemblée constituante, l’évoqua :
« […] cet horrible droit, relégué sans doute pendant des siècles dans les poudreux monuments de la barbarie de nos pères, par lequel le seigneur était autorisé, dans certains cantons, à faire éventrer deux de ses vassaux à son retour de la chasse, pour se délasser en mettant les pieds dans les corps sanglants de ces malheureux » 
Toutefois, la majorité de ses auditeurs n’ont pas semblé le croire, comme le rapporte Jacques-Antoine Dulaure dans Esquisse historique des principaux événements de la Révolution française (1823) : 
« Des cris d’horreur et d’indignation interrompent l’orateur; et on lui demande la preuve de cette atrocité. Le tumulte en sens divers est si grand que M. Lapoule, intimidé, renonce à la tribune.»

### La troisième République française et le droit de prélassement

#### Une propagande républicaine
À la chute du Second Empire et devant la peur d’un retour à la royauté, plusieurs auteurs, d’obédience républicaine, ont remis au-devant de la scène les droits seigneuriaux abusifs afin de rappeler les excès de l’Ancien Régime. Une littérature, scientifique et de fiction, faisant l’apologie des valeurs républicaines, dans laquelle on opposait les droits seigneuriaux abusifs au progrès qu’était le républicanisme, se popularisa. Jules Michelet (1798-1874), historien français, est un représentant de ce mouvement avec des œuvres telles que Origines du droit français (1837) ou Histoire de la Révolution française (1847-1853). Jacques-Antoine Dulaure (1755-1835), également un historien français, peut aussi être rattaché à ce mouvement par ses ouvrages où sont dénoncés les abus et les injustices de l’Ancien Régime, dont le droit de prélassement. C’est dans Esquisse historique des principaux événements de la Révolution française (1823) qu’il discute de ce droit, en y apportant une nuance :
« Les notions que j’ai recueillies sur cette coutume abominable m’obligent à dire qu’elle a existé, mais qu’elle n’est pas ici exactement exposée. Elle paraît n’avoir été en vigueur que dans quelques cantons de la Franche-Comté et de la Haute-Alsace, et ce n’est point au retour de la chasse, ni pour se délasser que les seigneurs se livraient à cet acte de cruauté, voici les faits : Les comtes de Montjoie, les seigneurs de Mèches et quelques autres de ces cantons, lorsque, suivis de leurs chiens et de leurs paysans serfs, ils chassaient pendant l’hiver, et qu’ils se sentaient les pieds froids, pouvaient, pour se les réchauffer, faire éventrer quelques-uns de ces paysans et placer leurs pieds dans leurs entrailles fumantes. »
D’autres historiens de ce siècle rapportent sensiblement les mêmes propos, sans jamais fournir de preuves de ce qu’ils avancent. Charles Duvernoy avec Éphémérides du comté de Montbéliard (1832) et Eugène Rougebief avec Histoire de la Franche-Comté ancienne et moderne (1851)  en sont tous deux de bons exemples.

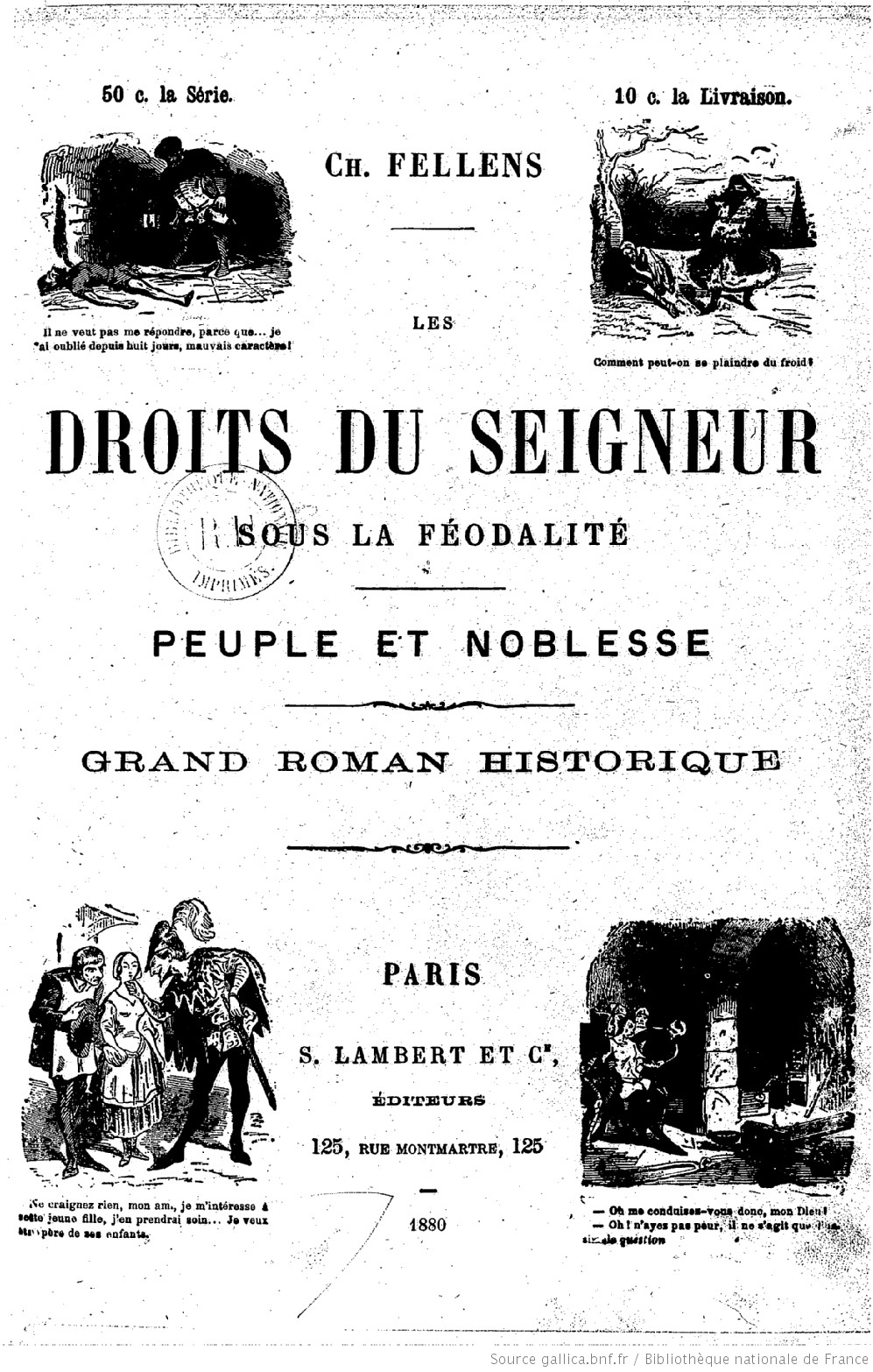
Couverture de l'édition de 1880 du roman historique de Charles Fellens Droits du seigneur sous la féodalité, connu également sous le titre de La féodalité ou Les droits du seigneur : exactions, despotisme, libertinage de la noblesse et du clergé lors de l'édition originale de 1851.

Nous retrouvons le même phénomène à cette époque dans la littérature romanesque. Vers 1850, va s’épanouir une littérature historique, qui se voulait également pédagogique, et dans laquelle étaient souvent dénoncés l’Ancien Régime et les abus des seigneurs. L’écrivain Charles Fellens est un bon exemple de ce mouvement aux prétentions pédagogiques. Il fait publier en 1851 le roman La féodalité ou Les droits du seigneur : exactions, despotisme, libertinage de la noblesse et du clergé, dans lequel il rapporte les propos d’un auteur, dont il ne cite pas le nom, sur le droit de prélassement :
« L’imagination des tyrans qui ont fait le plus d’outrage à l’humanité ne conçut jamais rien de plus effrayant que quelques seigneurs de la Franche-Comté et de la Haute Alsace. La découverte du droit abominable qu’ils s’étaient arrogé excita au plus haut degré l’indignation générale dans la séance célèbre du 4 août 1789. Lorsque, dans l’hiver, les comtes de Montjoie et les seigneurs Mèches étaient à la chasse, ils avaient le droit de faire éventrer deux de leurs serfs pour réchauffer leurs pieds dans leurs entrailles fumantes. »
Les idées qui circulèrent parmi les historiens de l’époque quant aux droits seigneuriaux furent également encouragées à être diffusées dans le système d’éducation par des politiciens comme Jules Ferry. Ces idées seront vulgarisées pour être intégrées aux manuels scolaires, transmettant ainsi la croyance des droits seigneuriaux abusifs à plusieurs générations d’écoliers. Pour Jacques Heers, il s’agit d’un véritable mouvement de propagande républicaine qui s’est prolongé jusqu’à la seconde guerre mondiale. Selon Jean Sévillia, les idées rapportées à cette époque, sur les droits seigneuriaux, sont encore crues et acceptées comme véritables par une partie de la population.

#### Remise en question du droit de prélassement
Parmi les auteurs de la deuxième moitié du XIXe siècle, quelques-uns s’inscrivent en faux et remettent en doute certains droits abusifs du seigneur, dont le droit de prélassement. En 1871, Louis Veuillot (1813-1883), journaliste et auteur français, publie Les droits du seigneur au Moyen Âge dans lequel il conteste, entre autres, l’idée qu’un tel droit ait pu exister :  
« je n’ai aucun autre fait à examiner. J’ai abordé tous ceux qui courent les livres, les recueils d’anecdotes, les dictionnaires. On voit à quoi tout cela se réduit, dès qu’on y veut regarder sérieusement : des choses toutes simples travesties par le mensonge ou l’ignorance; des traditions stupides, des inventions scélérates; rien qui puisse un instant tenir devant l’étude ou seulement devant la réflexion. […] Je veux en donner un dernier exemple. J’ai sous les yeux une Encyclopédie des jeunes étudiants et des gens du monde, par une société de gens de lettres et de savants. […] je lis ceci, que je n’ai vu nulle part ailleurs : ‘’...Droits onéreux et humiliants pour ceux qui les acquittaient, et dont on pourra se faire une idée d’après le droit abominable que s’étaient arrogé les seigneurs de Montjoie. Lorsque, dans l’hiver, les comtes de Montjoie et de Mèches étaient à la chasse, ils avaient le droit de faire éventrer deux de leurs serfs pour réchauffer leurs pieds dans leurs entrailles fumantes...» 
De même, Augustin Ingold (1852-1923), historien français, questionne le droit de prélassement en se demandant s’il n’y aurait pas eu un malentendu dû à une erreur de copiste :  
« La chose est d’autant plus invraisemblable que ce prétendu droit aurait existé, non pas au Xe ou au XIe siècle, mais en 1704 ! M. Duvernoy s’est-il peut-être laissé tromper par ce qui pourrait n’être qu’une erreur de copiste, ou une faute d’impression (en 1704!). On aura écrit ou imprimé Servus pour Cervus. Un jour, peut-être un seigneur de Maîche aura réchauffé ses membres refroidis dans les entrailles du cerf qu’il venait de tuer à la chasse »

### Le renouveau de l’historiographie médiévale et le droit de prélassement
Débutés dans les années 1970, avec l’apparition du courant historiographique de la Nouvelle Histoire qui étudie l’histoire des mentalités, des représentations et des cultures, les partis pris concernant le Moyen Âge vont être brisés. Pour en finir avec le Moyen Âge (1977) de l’historienne Régine Pernoud et Montaillou, village occitan de 1294 à 1324 (1975) de l’historien Le Roy Ladurie sont des livres témoins de cette tendance.
Les droits seigneuriaux abusifs seront revisités par des livres inspirés de ce courant historiographique, tels que Le droit de cuissage : La fabrication d’un mythe XIIIe – XXe siècle (1995) de l’historien Alain Boureau et Le Moyen Âge, une imposture (1992) de l’historien Jacques Heers, dans lequel se trouve un long passage traitant de l’invention du droit de prélassement.
D’autres ouvrages, dénonçant les idées reçues sur l’Histoire, mentionnent aussi le droit de prélassement comme une invention sans fondement historique : 
Les beaux mensonges de l’Histoire (1999) de Guy Breton ; 
Historiquement correct : Pour en finir avec le passé unique (2003) de Jean Sévillia ; 
L’histoire dans tous ses états : idées fausses, erreurs, mensonges d’Abraham à Kennedy (2003) de Paul-Éric Blanrue.